# Dirk Jan Hendrik Joosten

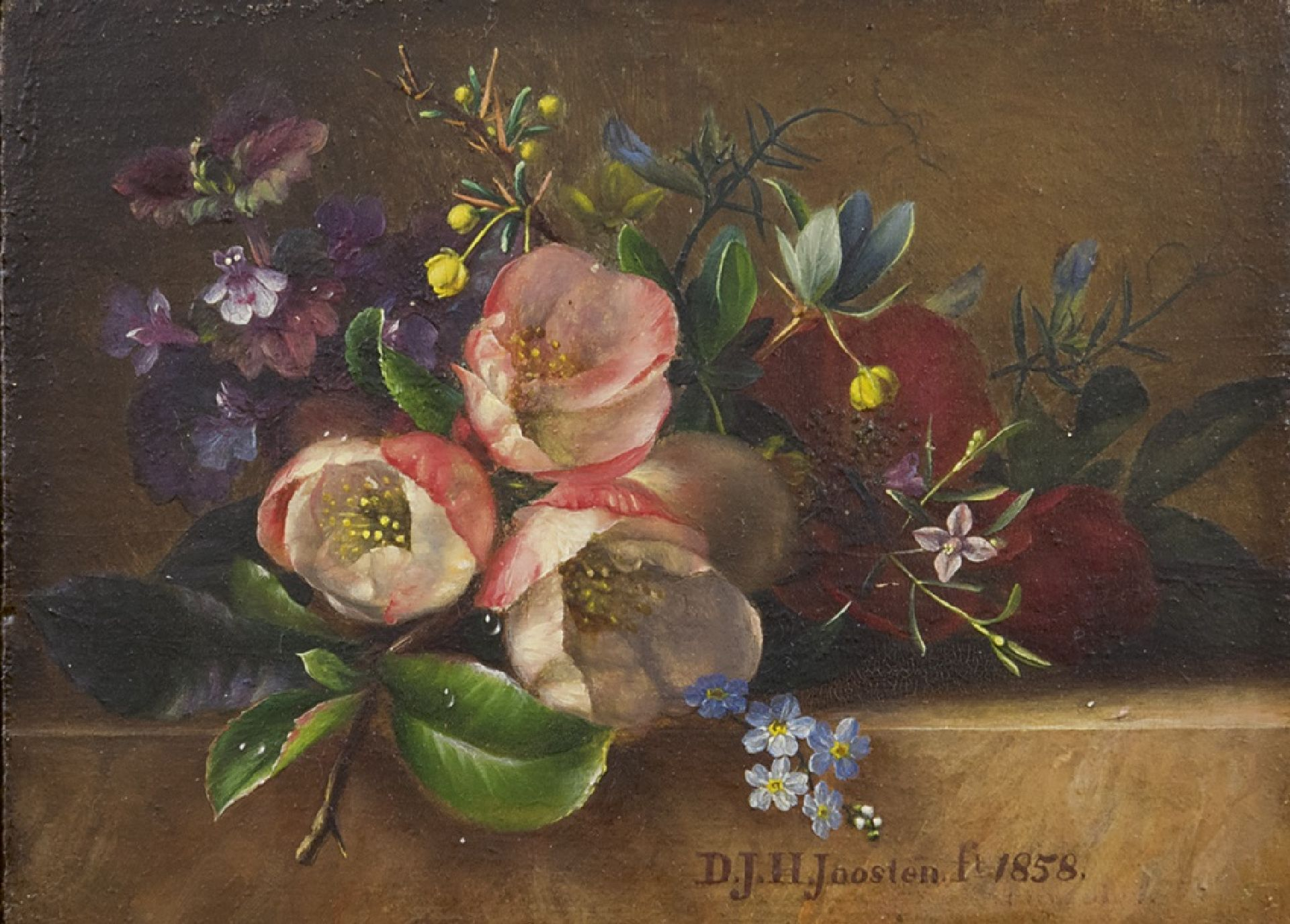
Blumenstillleben auf einer Steinplatte

Dirk Jan Hendrik Joosten (* 25. September 1818 in Haarlem; † 7. Juni 1882 ebenda) war ein niederländischer Maler.

## Leben und Werk
Joosten war Schüler von George Jacobus Johannes van Os und Johannes Reekers. Sein ganzes Leben verbrachte er in Haarlem, malte und aquarellierte Blumen- und Fruchtstillleben, zeichnete und aquarellierte aber auch einige Ansichten von der Gegend von Haarlem. Seine Werke wurden mit einer präzisen Druckschrift signiert.
Joosten unterrichtete Jan Striening, Jacobus van Looy und Elias Voet. Er nahm ab 1841 an Ausstellungen in Amsterdam, Den Haag und Rotterdam teil. 1870 wurde er Mitglied der Haarlemer Künstlergesellschaft Kunst zij ons doel (Kunst ist unser Ziel).